# Copernicia curtissii
Copernicia curtissii är en enhjärtbladig växtart som beskrevs av Odoardo Beccari. Copernicia curtissii ingår i släktet Copernicia och familjen Arecaceae.
Artens utbredningsområde är Kuba. Inga underarter finns listade i Catalogue of Life.